# 포항초등학교
포항초등학교는 대한민국 경상북도 포항시 북구 덕산동에 있는 공립 초등학교이다.

## 학교 연혁
- 1916년 6월 13일 설립인가
- 1917년 4월 10일 포항공립보통학교 개교
- 1938년 4월  1일 영일공립심상소학교로 교명 변경[1]
- 1941년 4월 1일 영일공립국민학교로 교명 변경[2]
- 1946년 3월 20일 포항국민학교로 교명 변경
- 1985년 9월 1일 병설유치원(1학급) 개원
- 1992년 9월 1일 용흥국민학교와 대흥국민학교 분리
- 1996년 3월 1일 포항초등학교로 교명 변경[3]
- 2005년 11월 4일 갈뫼 도서관 개관
- 2013년 12월 12일 학교 개축 준공
- 2017년 10월 28일 개교 100주년 기념 행사
- 2019년 2월 15일 제100회 졸업 38명(총 졸업생수 25,800명)
- 2019년 3월 1일 14학급 편성(특수학급 2학급 포함)
- 2020년 2월 13일 제101회 졸업 55명(총 졸업생수 25,855명)
- 2020년 3월 1일 13학급 편성(특수학급 2학급 포함)
- 2021년 1월 14일 제102회 졸업 46명(총 졸업생수 25,901명)
- 2021년 3월 1일 제33대 백춘복 교장 부임
- 2021년 3월 1일 13학급 (특수학급 2학급 포함), 병설유치원 1학급 편성
- 2022년 2월 11일 제103회 졸업 48명(총 졸업생수 25,949명)
- 2022년 3월 1일 12학급 (특수학급 2학급 포함), 병설유치원 1학급 편성
- 2022년 9월 1일 제34대 박미령 교장 부임
- 2023년 3월 1일 12학급 (특수학급 2학급 포함), 병설유치원 1학급 편성

## 학교 상징
- 교화 : 장미 - 꽃 중의 왕인 장미꽃처럼 아름답고 순결하게 자라며 장미 의 붉은 색처럼 모든 일에 열정적으로 임하고 아름다운 향 기처럼 모든 사람들에게 사랑을 받으며 항상 남에게 아름 다움과 희망을 주는 사람이 되도록 합니다.
- 교목 : 향나무 - 사철 푸른 향나무처럼 변함없이 굳건하게 자라며 은은하게 풍기는 향기처럼 고매한 품성을 지니며 불굴의 정신을 밑 바탕으로 도전 정신을 기르며 훌륭하게 성장하여 나라와 인류 번영에 기여한다.

## 참고 자료
- 포항초등학교 - 한국교육학술정보원 학교알리미